# Solution grande-allemande
Ne doit pas être confondu avec le Pangermanisme

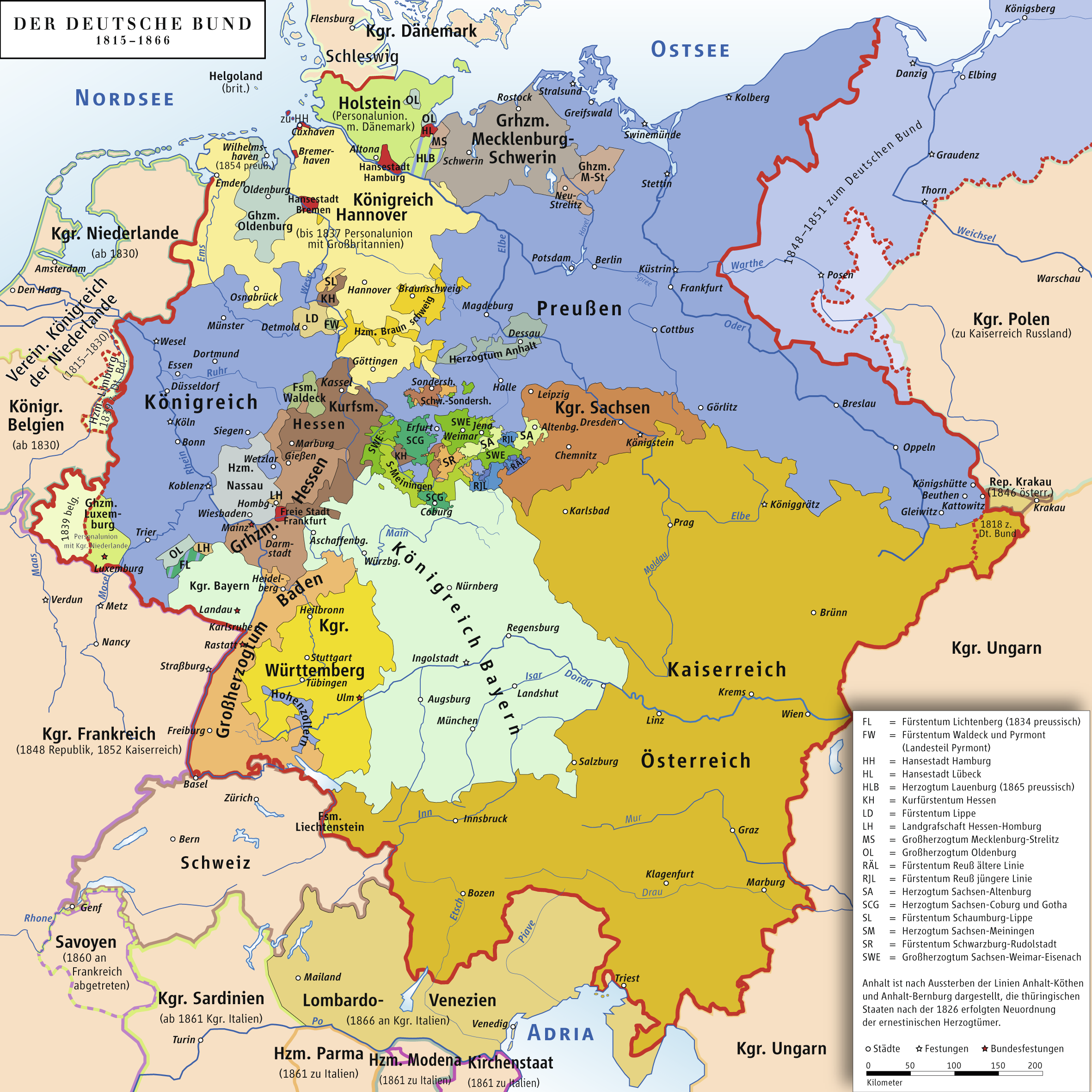
Carte de la Confédération germanique (1815-1866), base privilégiée pour l’unité nationale par les partisans de la grande Allemagne. Les deux principales puissances sont le royaume de Prusse, en bleu, et l’empire d’Autriche, en jaune-orange.

La solution grande-allemande (großdeutsche Lösung en allemand) était au XIXe siècle l’une des réponses avancées à la « question allemande », consistant en la création d’un État-nation allemand dominé par l’Autriche. Elle s’opposait à la solution dite « petite-allemande » (kleindeutsche Lösung), qui consistait en l’exclusion de l’Autriche et en l’union autour de la Prusse.
Cette perspective est proche mais distincte du pangermanisme, mouvement d’extrême droite d’orientation ethniciste, völkisch, nationaliste et antisémite qui s’est développé dans l’Empire allemand et était favorable à la création d’un État rassemblant tous les territoires germanophones dans lequel les populations non allemandes — en particulier les Slaves — seraient germanisées ou expulsées.

## Le mouvement national auXIXesiècle
Le terme großdeutsch a été employé pour la première fois au parlement de Francfort par le président, Eduard von Simson. Cette perspective y était principalement soutenue par les États du Sud de la Confédération (Bade, Wurtemberg, Bavière, Autriche) dans une perspective relativement libérale ou nationale-libérale. Elle recueillait également le soutien de la gauche qui vantaient les avantages économiques et politiques des États de grande taille, mais dans une perspective républicaine et démocratique où les mêmes droits sociaux seraient garantis à toutes les nationalités. La solution grande-allemande consistait en la création d’un État-nation rassemblant toutes les terres germanophones de la Confédération ainsi que, pour des raisons historiques, des territoires alors majoritairement peuplés de Tchèques et de Slovènes (Bohême, Moravie, Carniole et Illyrie). Elle impliquait cependant la séparation de l’Autriche et de la Hongrie, ce qu’excluaient les Habsbourg. Le départ de la délégation autrichienne à Francfort faillit faire triompher l’option petite-allemande, qui échoua en raison du refus de Frédéric-Guillaume IV de Prusse d’accepter la couronne impériale.
À partir de 1849, l’Autriche avança comme alternative une solution « grande-autrichienne » (de) (großösterreichische Lösung), qui aurait vu la formation d’un vaste ensemble réunissant la petite Allemagne, l’Autriche et toutes ses possessions d’Europe centrale sous la direction des Habsbourg. François-Joseph Ier tenta par la suite de transformer la Confédération germanique en une fédération sous présidence autrichienne, mais le congrès des princes (Fürstentag) convoqué le 1er septembre 1863 à Francfort échoua en raison de l’absence de Guillaume Ier de Prusse, conseillé par son ministre-président Otto von Bismarck.
En s’imposant face à l’Autriche dans les années 1860, le royaume de Prusse parvint à réaliser l’unité nationale à son profit et créa le Reich allemand en 1871, consacrant ainsi la configuration petite-allemande.

## LeXXesiècle
Après la Première Guerre mondiale, l’Assemblée nationale de l’Autriche allemande demanda en novembre 1918 le rattachement à l’Allemagne, ce à quoi l’Assemblée nationale constituante allemande consentit le 6 février 1919 ; mais cette union fut interdite par les Alliés aux traités de Versailles et de Saint-Germain-en-Laye.
Le Troisième Reich annexa à la fin des années 1930 l’Autriche et d’autres territoires germanophones, ce qui permit à Adolf Hitler de se présenter comme l’unificateur de la grande Allemagne ; le Reich allemand (Deutsches Reich) fut rebaptisé Reich grand-allemand (Großdeutsches Reich) en 1943. Le Reich disparut en 1945, et son territoire fut démembré.
Après la disparition du Reich, l’idée et le terme de « grande Allemagne » furent discréditées en raison de leur association au nazisme. Les projets de réunification de la République fédérale d’Allemagne et de la République démocratique allemande font alors référence à la « Gesamtdeutschland », l’« Allemagne entière » ; le fait que l’Allemagne soit considérée comme « entière » sans l’Autriche ni les anciens territoires orientaux est un signe de l’abandon de la solution grande-allemande par une large majorité de la classe politique et de la population.
En Autriche, le traité d’État de 1955 interdit le rattachement à l’Allemagne ; les aspirations grandes-allemandes étaient de toute façon tombées hors de faveur dans la mesure où l’Autriche de l’après-guerre cherchait à se distancier de l’Allemagne et à se faire reconnaître comme « première victime du nazisme ». L’Allemagne exclut également ce rattachement par le Traité de Moscou de 1990. La « grande Allemagne » n’est plus défendue aujourd’hui que par une frange de l’extrême droite, par exemple en Allemagne par le Parti national-démocrate (NPD), et en Autriche par une minorité du Parti autrichien de la liberté (FPÖ).